# Lerone Clarke
Lerone Clarke, född den 7 juli 1981 i Trelawny, är en jamaicansk friidrottare som tävlar i kortdistanslöpning.
Clarke deltog både vid inomhus-VM 2006 och 2008 på 60 meter men misslyckades båda gångerna att ta sig vidare till finalen. 
Vid VM 2009 sprang han tillsammans med Michael Frater, Steve Mullings och Dwight Thomas i försöken på 4 x 100 meter. Väl i finalen bytes både Clark och Thomas ut mot Usain Bolt och Asafa Powell. Laget vann guld på tiden 37,31.

## Personliga rekord
- 60 meter - 6,47 från 2010 Birmingham
- 100 meter - 9,99 från 2009